# San Pio X (Trento)
San Pio X è un quartiere della città di Trento che si trova lungo la sponda destra del torrente Fersina.
Assieme ai quartieri di San Giuseppe, Cervara, Laste, Santa Chiara, Santa Croce, e Santa Maria formano la circoscrizione amministrativa numero 11 - San Giuseppe-Santa Chiara del comune di Trento.

## Geografia
Sito a sud della zona centrale della città, confina a sud con il quartiere della Clarina, ad est con il torrente Fersina ed il quartiere di San Giuseppe, ad ovest con la Strada statale 12 dell'Abetone e del Brennero, il fiume Adige ed il quartiere delle Albere e a nord con il centro storico.

## Storia
Il quartiere è nato e si è sviluppato rapidamente a partire dagli anni '50. Prima di allora, l'area era caratterizzata da campi di mais, vecchie fortificazioni e alcuni edifici come i "casoni" e il "Vaticano".
La crescita del quartiere è stata favorita da un forte intervento edilizio pubblico, con la costruzione di case popolari come quelle in via Vivaldi e di edifici per ospitare i ferrovieri. Un imprenditore edile ha poi contribuito all'espansione del quartiere, costruendo palazzi anche con molti piani.
Nel corso degli anni, il quartiere è diventato un luogo multietnico, con la presenza di persone di diverse nazionalità e culture. Le attività commerciali rispecchiano questa diversità, con parrucchieri, negozi di vestiti e bazar etnici.
Un punto di riferimento importante è il parco Duca d'Aosta, sorto sull'area delle ex caserme. Il parco è frequentato da bambini, famiglie e adolescenti, ed è un luogo di ritrovo e di socializzazione

## Monumenti e luoghi d'interesse

### Architetture religiose

#### San Pio X
La chiesa di San Pio X fu costruita tra il 1971 e il 1974 ad opera dell'ingegnere Marco Eccel che decise per una pianta trapezoidale della chiesa in stile moderno. Al suo interno, l'altare è posto accanto al presbiterio nell'angolo nord-ovest da cui segue che le bancate al suo interno seguano tale direzione. Scarne sono le decorazioni presenti al suo interno infatti le grosse travi in cemento armato sono scoperte ma vanno a formare una croce proprio al di sopra del presibiterio. Le restanti opere sono state realizzate da Carlo Bonacina nel 1975-1978.
Il campanile vero e proprio risulta inglobato nell'angolo sud-est dell'edificio sulla cui cima svetta una croce latina apicale mentre il battistero è sito presso l'ingresso principale in un'apposita nicchia.

### Aree verdi

#### Giardino Duca d'Aosta
Il giardino occupa una buona parte della corte interna di un complesso residenziale sorto all’epoca di forte inurbamento e crescita della città sulle ex caserme Duca d’Aosta. Il modello tipologico richiama quindi quello dei vicini “casoni” (case popolari Ina realizzate negli anni ’50), ovvero complessi residenziali che prevedono un unico fabbricato a corte con una ingente presenza di spazi comuni, anche verdi, centrali.
Essi sono stati gradualmente ceduti alla sosta delle automobili fino a quando in anni recenti si è costituita una cooperativa tra i residenti per la realizzazione di parcheggi interrati, che hanno liberato spazio per il verde e permesso la connessione tramite una ciclabile con la rete urbana di mobilità dolce. L’ampio giardino è caratterizzato dalla presenza di zone a diversa destinazione, quali l’area gioco e quella sportiva, e dalla testimonianza storica di due grandi platani che accompagnano la crescita di nuove e moderne alberature. Uno spaccato di storia e di vita quotidiana per ristorarsi nel cuore della Trento residenziale.

#### Giardino delle Erbe Aromatiche
Un frutteto-giardino aromatico, realizzato qualche decennio fa dall’Amministrazione comunale e coltivato dalle persone del quartiere.

#### Giardino Fratelli Bernardi
Situato sulla sommità dell’ampio argine destro del torrente Fersina, questo giardino è naturale punto di incontro di più quartieri e la sua posizione ne fa uno dei giardini più frequentati della città, amatissimo dai corridori e persone di ogni età grazie anche alla sua tranquillità e alla sua freschezza assicurata dal torrente e dalle fronde dei platani secolari. Il disegno del giardino è obbligato dalla forma rigida dell’argine che viene ripresa da una maglia ortogonale di viali pedonali e ciclabili, che delimitano ampie aree giochi per bambini.
La vegetazione ripariale è ancora visibile in alcune piccole sponde naturali che ospitano anche uccelli acquatici come anatre, merli acquaioli, aironi e folaghe, mentre il parco è arricchito da ligustri, Ginkgo biloba dalle foglie a ventaglio, larghi cedri e piccole curiosità botaniche come i Poncirus trifoliata, spinosi agrumi ornamentali. Il movimento dell’acqua e il tracciato della pista ciclabile invitano ad inoltrarsi a sud, in direzione dell’Adige e dell’uscita dalla città, in un percorso ciclopedonale periurbano tra l’inizio della campagna e i sempre più presenti orti urbani.

### Trasporti
Il quartiere è servito da quattro fermate (due per senso di circolazione) del servizio urbano Trentino Trasporti.
- San Pio X Benevoli: Linea 4, Linea C
- San Pio X Matteotti: Linea 4, Linea C

## Manifestazioni
Dagli anni '80 si svolge, l'ultimo venerdì, sabato e domenica di settembre, la festa patronale di San Pio X, organizzata dalla parrocchia.